# Управление изменениями
Управление изменениями (англ. change management) — это структурный подход к переводу индивидов, команд и организаций из текущего состояния в желаемое будущее состояние. Целью этого организационного процесса является расширение прав и возможностей сотрудников принять и поддержать изменения в их текущем бизнес-окружении. В управлении проектами, управление изменениями рассматривается как процесс управления проектом, в котором формально представлены и одобрены изменения проекта.
Различают понятия управления и управления изменениями, как частный случай управления. Управление изменениями имеет определённые особенности, которые не присущи другим управлениям, но подчиняется общим закономерностям управления.

## Риски управления изменениями
При проведении изменений можно выделить три рода риска в связи с тремя аспектами изменений:
- Риск содержательного эффекта — связан с правильностью выбора желаемого конечного состояния.
- Риск процесса перехода — связан с процессом изменений.
- Риск отката к прошлому состоянию системы — связан с формированием новых привычек.

Величина каждого из рисков зависит от ситуации. Так, риск содержательного эффекта при низкой конкуренции менее значим, чем при высокой (неверное решение относительно изменения в этих условиях может быть равносильно подписанию приговора организации).

## Вероятность успеха изменений
Существует большое количество формул, помогающих определить вероятность изменений. В большинстве случаев они похожи на метод оценки вероятности успеха изменений Jacobs:
С = А * В * D
С = Вероятность, что перемены будут успешными
А = Неудовлетворенность существующим положением
В = Четко сформулированные цели перемен
D = Конкретные первые шаги для достижения целей
Формула демонстрирует: для того, чтобы успешно проводить перемены, важно (А) убедить людей в их необходимости, (В) четко и понятно объяснить, что предлагаемые перемены улучшат ситуацию, и (D)объяснить ваши цели и показать первые позитивные результаты перемен.
Сравните её с формулой перемен Дейвида Глетчера.

## Подходы к анализу и проведению изменений
В управлении изменениями используются различные подходы для анализа, подготовки и проведения изменений.

### Индивидуальные изменения
- Психология обучения
- Бихевиористский подход — введение и исключение мотиваторов для стимулирования желательного и удаления нежелательного поведения (основано на работах Павлова), теории X и Y (Макгрегор, Дуглас), двухфакторная теория мотивации Герцберга
- Когнитивный подход — анализ когнитивных структур, таких как цели, ценности, убеждения, поведения
- Психодинамический подход — рассмотрение изменения, как психической драмы в динамике (модель Кюблер-Росс)
- Гуманистический подход — теория потребностей Маслоу и др.

### Командные изменения
Анализ и использование факторов повышения эффективности команд, таких как:
- Постановка целей
- Распределение формальных и неформальных ролей
- Организация процессов внутрикомандного взаимодействия: организации встреч, принятия решений, подведение итогов
- Межличностных отношений в команде
- Отношений команды с окружающей средой и другими командами

### Организационные изменения
Применение метафор организации для проведения изменений:
- Организация как машина
- Организация как политическая система
- Организация как организм
- и др.

При рассмотрении организации как системы эффективно зарекомендовала себя системная динамика, применение которой в контексте бизнеса было описано Сенге.

### Алгоритм проведения изменений
Использование типовых шагов для проведения изменений подробно рассмотрено в работах Коттера, таких как:
1. Преодоление состояния удовлетворенности текущей ситуацией
2. Формирование команды для проведения изменения
3. Определение видения желаемого будущего и стратегии перехода
4. Широкое информирование о проводимых изменениях
5. Устранение препятствий и барьеров, мешающих проведению изменений
6. Достижение быстрых первых успехов
7. Поддержание процесса изменений с целью недопущения отката назад
8. Закрепление проведенных изменений в корпоративной культуре

При проведений изменений может использоваться теория ограничений, разработанная Голдраттом.

## Примеры организационных изменений
1. Изменение стратегии
2. Изменение технологий
3. Изменения структуры
4. Изменение отношения и поведения персонала

Как мультидисциплинная наука управление изменениями требует, как креативного маркетинга для обеспечения коммуникации изменений, так и глубокого понимания стилей лидерства и групповой динамики. В рамках проектов по трансформации организации управление изменениями синхронизирует ожидания различных групп, организует коммуникации, интегрирует команды и управляет обучением и подготовкой людей.

## Преодоление сопротивления
Управление изменениями оперирует такими понятиями, как лидерство, эффективность коммуникаций и принятие потребности в изменениях для разработки точных стратегий перехода, для того чтобы преодолеть неизбежное сопротивление переменам. Эффективный план управления изменениями должен учитывать все вышеперечисленныe аспекты изменений. Это может быть достигнуто следующими способами:
- Инициаторы и исполнители должны быть уверены, что перемены действительно необходимы.
- Необходимо проанализировать, с каким сопротивлением вы можете столкнуться при проведении конкретных изменений. Для этого нужно поговорить с людьми, чтобы выяснить их отношение к планируемым переменам, причем нужно внимательно отнестись к возражениям — они могут быть небезосновательны, а следовательно — полезны.
- Постараться свести к минимуму сопротивление, уделив особое внимание сотрудникам, которые противятся переменам. Обсуждение с ними ситуации может если не устранить, то полностью ослабить сопротивление[7].

## Методологии управления изменениями
К наиболее известным методологиям управления изменениями (на личностном уровне) относятся:
- Модель ADKAR
- Методология AIM (Accelerated Implementation Methodology)
- Модель управления изменениями Бекхарда и Харриса
- Модель перехода Уильяма Бриджа
- Модель изменений Джона Коттера
- Модель Кублера-Росса
- Модель Курта Левина